# MTV Movie Awards 2016
O MTV Movie Awards 2016 ocorreu em 9 de abril de 2016, nos Estúdios Warner em Burbank, Califórnia. Foi apresentado pelos atores Dwayne Johnson e Kevin Hart. Foi também a primeira edição do prêmio em dez anos a não ser transmitida ao vivo e a primeira edição desde 2003 a contar com dois apresentadores.
As indicações foram anunciadas em 8 de março de 2016 e os vencedores foram eleitos pelo público. Star Wars: The Force Awakens foi o filme com maior número de indicações, tendo sido indicado em 11 categorias. Outras produções favoritas foram Deadpool e Pitch Perfect 2.

## Performances
- Halsey – "Castle"
- Dwayne Johnson, Kevin Hart, Adam DeVine, Anthony Mackie e Rebel Wilson – "25th Anniversary Tribute Rap"
- Salt-N-Pepa – "Shoop"
- The Lonely Island – "Will Smith Medley"
- Ariana Grande – "Dangerous Woman"

## Indicados e vencedores
Os resultados foram anunciados em 9 de abril de 2016. Os vencedores estão listados em negrito.
| Melhor Filme do Ano | Melhor Performance Masculina |
| --- | --- |
| - Star Wars: The Force Awakens - Avengers: Age of Ultron - Creed - Deadpool - Jurassic World - Straight Outta Compton | - Leonardo DiCaprio – The Revenant - Matt Damon – The Martian - Michael B. Jordan – Creed - Chris Pratt – Jurassic World - Ryan Reynolds – Deadpool - Will Smith – Concussion |
| Melhor Performance Feminina | Performance Revelação |
| - Charlize Theron – Mad Max: Fury Road - Morena Baccarin – Deadpool - Anna Kendrick – Pitch Perfect 2 - Jennifer Lawrence – Joy - Daisy Ridley – Star Wars: The Force Awakens - Alicia Vikander – Ex Machina                                                               | - Daisy Ridley – Star Wars: The Force Awakens - John Boyega – Star Wars: The Force Awakens - O'Shea Jackson Jr. – Straight Outta Compton - Dakota Johnson – Fifty Shades of Grey - Brie Larson – Room - Amy Schumer – Trainwreck                                                                                  |
| Melhor Filme baseado em história real | Melhor Documentário |
| - Straight Outta Compton - The Big Short - Concussion - Joy - The Revenant - Steve Jobs | - Amy - Cartel Land - He Named Me Malala - The Hunting Ground - What Happened, Miss Simone? - The Wolfpack |
| Melhor Performance Cômica | Melhor Luta |
| - Ryan Reynolds – Deadpool - Will Ferrell – Get Hard - Kevin Hart – Ride Along 2 - Melissa McCarthy – Spy - Amy Schumer – Trainwreck - Rebel Wilson – Pitch Perfect 2 | - Ryan Reynolds vs. Ed Skrein – Deadpool - Leonardo DiCaprio vs. Urso – The Revenant - Robert Downey Jr. vs. Mark Ruffalo – Avengers: Age of Ultron - Melissa McCarthy vs. Nargis Fakhri – Spy - Daisy Ridley vs. Adam Driver – Star Wars: The Force Awakens - Charlize Theron vs. Tom Hardy – Mad Max: Fury Road |
| Melhor Beijo | Melhor Vilão |
| - Rebel Wilson e Adam DeVine – Pitch Perfect 2 - Morena Baccarin e Ryan Reynolds – Deadpool - Dakota Johnson e Jamie Dornan – Fifty Shades of Grey - Leslie Mann e Chris Hemsworth – Vacation - Margot Robbie e Will Smith – Focus - Amy Schumer e Bill Hader – Trainwreck | - Adam Driver – Star Wars: The Force Awakens - Tom Hardy – The Revenant - Samuel L. Jackson – Kingsman: The Secret Service - Hugh Keays-Byrne – Mad Max: Fury Road - James Spader – Avengers: Age of Ultron - Ed Skrein – Deadpool                                                                                |
| Melhor Performance de Ação | Melhor Performance Virtual |
| - Chris Pratt – Jurassic World - John Boyega – Star Wars: The Force Awakens - Vin Diesel – Furious 7 - Dwayne Johnson – San Andreas - Jennifer Lawrence – The Hunger Games: Mockingjay – Part 2 - Ryan Reynolds – Deadpool                                                 | - Amy Poehler – Inside Out - Jack Black – Kung Fu Panda 3 - Seth MacFarlane – Ted 2 - Lupita Nyong'o – Star Wars: The Force Awakens - Andy Serkis – Star Wars: The Force Awakens - James Spader – Avengers: Age of Ultron                                                                                         |
| Melhor Elenco | Melhor Herói |
| - Pitch Perfect 2 - Avengers: Age of Ultron - Furious 7 - The Hunger Games: Mockingjay – Part 2 - Star Wars: The Force Awakens - Trainwreck | - Jennifer Lawrence – The Hunger Games: Mockingjay – Part 2 - Chris Evans – Avengers: Age of Ultron - Dwayne Johnson – San Andreas - Daisy Ridley – Star Wars: The Force Awakens - Paul Rudd – Ant-Man - Charlize Theron – Mad Max: Fury Road                                                                     |